# Chigoré
Chigoré se ubica en la provincia de Coclé, en la parte central del país, a 100 km al suroeste de Panamá, la capital del país. A 70 metros sobre el nivel del mar se encuentra en Chigoré y cuenta con 2.212 habitantes.
La tierra alrededor de Chigoré es plana al suroeste, pero al noreste es montañosa. El punto más alto de la zona tiene 355 metros de altura y 2,7 km al este de Chigoré. Hay alrededor de 43 personas por kilómetro cuadrado alrededor de la población relativamente pequeña de Chigoré. La ciudad más grande más cercana es Penonomé 1,4 km al suroeste de Chigoré. El campo alrededor de Chigoré está casi completamente cubierto.